# Сан Хосе дел Кабо
Сан Хосе дел Кабо (на испански: San José del Cabo) е курортен град в щата Южна Долна Калифорния, Мексико.
Намира се в южната част на полуостров Долна Калифорния. Населението му е 69 788 жители (по данни от 2010 г.). Разположен е в близост до курорта Кабо Сан Лукас и както него е обслужван от Международно летище Лос Кабос.